# داريل سميث (لاعب كرة قدم أمريكية)
داريل سميث (بالإنجليزية: Daryl Smith)‏ هو لاعب كرة قدم أمريكية أمريكي، ولد في 14 مارس 1982 في ألباني في الولايات المتحدة.

## وصلات خارجية
- الموقع الرسمي
- داريل سميث على موقع مرجع كرة القدم المحترفة.كوم (الإنجليزية)